# Ujčín (zámek)
Ujčín je zámek ve stejnojmenné vesnici u Kolince v okrese Klatovy. Založen byl na přelomu šestnáctého a sedmnáctého století. Od roku 1693 přestal být panským sídlem a sloužil jen hospodářským účelům. Zámek je spolu s přilehlou sýpkou od roku 1964 chráněn jako kulturní památka.

## Historie
Prvním panským sídlem v Ujčíně byla tvrz připomínaná v roce 1379, ale ta později zanikla. Dochovaný zámek byl postaven v renesančním slohu na přelomu šestnáctého a sedmnáctého století. Jeho pravděpodobným zakladatelem byl Václav Hájek z Robčic, který vesnici koupil před rokem 1589 a vlastnil ji až do roku 1601, kdy zemřel. Jeho děti panství v roce 1606 prodali Janu Viktorinovi ze Žeberka a na Úloze. Roku 1626 se majiteli stali Měsíčkové z Výškova a v roce 1662 Ludmila Kateřina z Vrtby.
Další majitel, Jan Vilém Renn z Rennu, statek prodal roku 1693 Karlu Fruveinovi z Podolí, a ten jej připojil ke svému kolineckému panství. Ujčínský zámek přestal sloužit jako panské sídlo, a proto byl v devatenáctém století upraven na hospodářský dvůr. Ve druhé polovině dvacátého století zámecký areál využívalo jednotné zemědělské družstvo.

## Stavební podoba
Ze zámku se dochovala obdélná budova zakončená na jižní straně patrovou osmibokou věží, ve které bývala kaple s lunetovými klenbami. Hlavní budova má na nádvorní straně otevřenou arkádovou chodbu sklenutou křížovými klenbami. Uvnitř se dochovaly renesanční valené klenby s hrotitými lunetami. Na hlavní zámeckou budovu v pravém úhlu navazuje sýpka.